# Supreme (Luisiana)
Supreme é uma Região censo-designada localizada no estado americano de Luisiana, na Paróquia de Assumption.

## Demografia
Segundo o censo americano de 2000, a sua população era de 1119 habitantes.

## Geografia
De acordo com o United States Census Bureau tem uma área de
8,9 km², dos quais 8,8 km² cobertos por terra e 0,1 km² cobertos por água.

## Localidades na vizinhança
O diagrama seguinte representa as localidades num raio de 24 km ao redor de Supreme.